# Area
Area — International POPular Group, відоміша під назвою Area або AreA — італійський гурт напрямку прогресивний рок, а також джаз-ф'южн та експериментальної електроніки, сформована у 1972 році. Гурт відомий своїми лівоцентристськими текстами. Склад гурту тричі змінювався з 1972 по 1983 роки, з 1983 по 1993 гурт не існував, з 1993 по 2000 гурт змінював свій склад ще три рази. Його постійними членами лишалися ударник Джуліо Капіоццо та клавішник Патріціо Фаріселлі.